# 吊掛系統

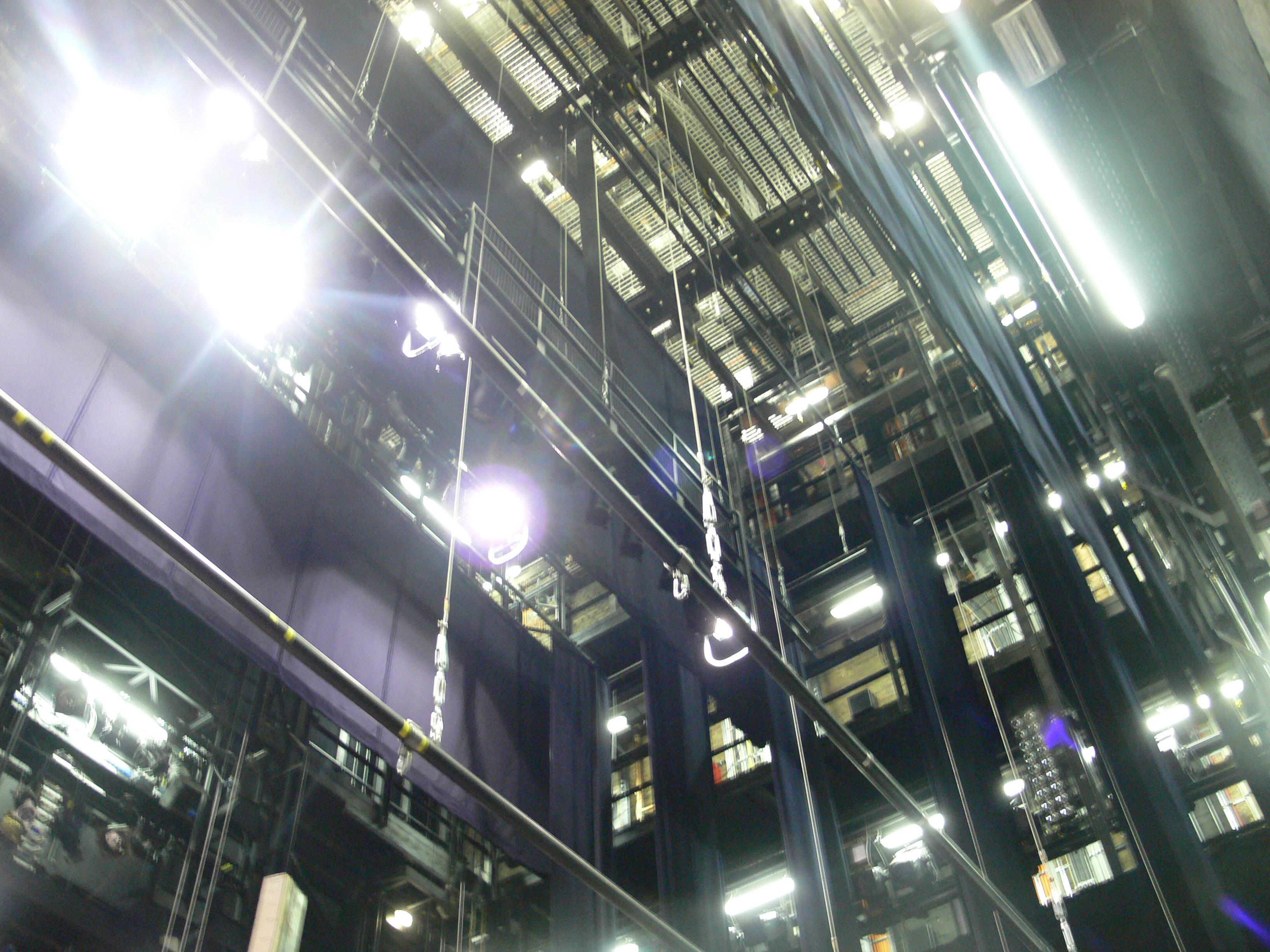
德國比勒費爾德劇院的飛行間

吊掛系統，也稱為懸掛系統或懸吊系統，是一種由繩索、滑輪、配重及相關裝置組成的劇場系統，旨在使舞臺工作人員能快速、安靜且安全地提升布幕、燈光、佈景、舞臺特效，甚至人員。這些系統設計用於在觀眾視線內外移動部件，將它們提升至舞臺上方的空間，即所謂的「吊掛區」或者「飛區」（fly loft）。吊掛系統通常與其他劇場系統，如佈景車、舞臺升降機和舞臺轉盤協同工作，以實現場景的物理操控。劇場吊掛系統主要應用於專為處理吊掛系統負荷設計的拱形劇場中。建築、職業安全與防火規範限制了劇場內吊掛設備的種類和數量，具體要求依據舞臺配置而定。

## 吊掛裝置
吊掛裝置是典型吊掛系統的基本元件。其功能是提升一根細長的梁（通常是鋼管），稱為吊杆。通過在吊杆上懸掛佈景、燈光或其他設備，它們也可被吊起。當吊杆降至舞臺平面時，這稱為「飛入」；當提升至飛區時，則稱為「飛出」。吊杆可橫跨舞臺兩側，長度可達舞臺寬度，至少由兩條提升繩索從上方懸掛，但更長的吊杆可能需要六條或更多的提升繩索來確保穩定。
在手動吊掛中，吊掛裝置的提升繩索在其與吊杆的連接處支撐著重量，以平衡吊杆及其負載的重量。提升繩索通過一系列安裝在舞臺上方的滑輪（稱為滑輪組），連至飛區結構。操作繩（也稱為手動繩或購買繩）使飛行動隊的操作員能夠升降吊杆。
自動吊掛有時使用配重來輔助平衡吊掛裝置的負載，類似於手動配重吊掛。然而，自動吊掛更多依賴電動絞車的驅動力來提升或下降裝置。

## 類型
吊掛系統大致分為手動或自動（機械化）。手動吊掛系統更具體地歸類為「麻繩」（也稱為繩索系統）或「配重」系統。「麻繩劇場」（指曾經廣泛使用的馬尼拉麻繩）完全依賴於傳統繩索、滑輪和沙袋來處理舞臺佈景的吊掛。麻繩吊掛包括許多航海吊掛技術與設備（如滑輪組），曾被認為源自航海吊掛技術。然而，近年的研究揭示，事實並非如此。配重吊掛系統獨立於麻繩吊掛系統發展，通常能更可控地處理佈景，提供更高的精確度和穩定性。
配重吊掛以鋼索（鋼纜）和金屬配重取代了麻繩吊掛系統中的麻繩與沙袋， 這些改進允許在高度控制的環境下吊掛更重的負載，但犧牲了麻繩系統所具有的靈活性。靈活性的喪失源於麻繩系統的大多數部件可以重新定位，而配重系統的元件則相對固定，難以移動或調整。